# PSV Eindhoven (Superleague Formula)

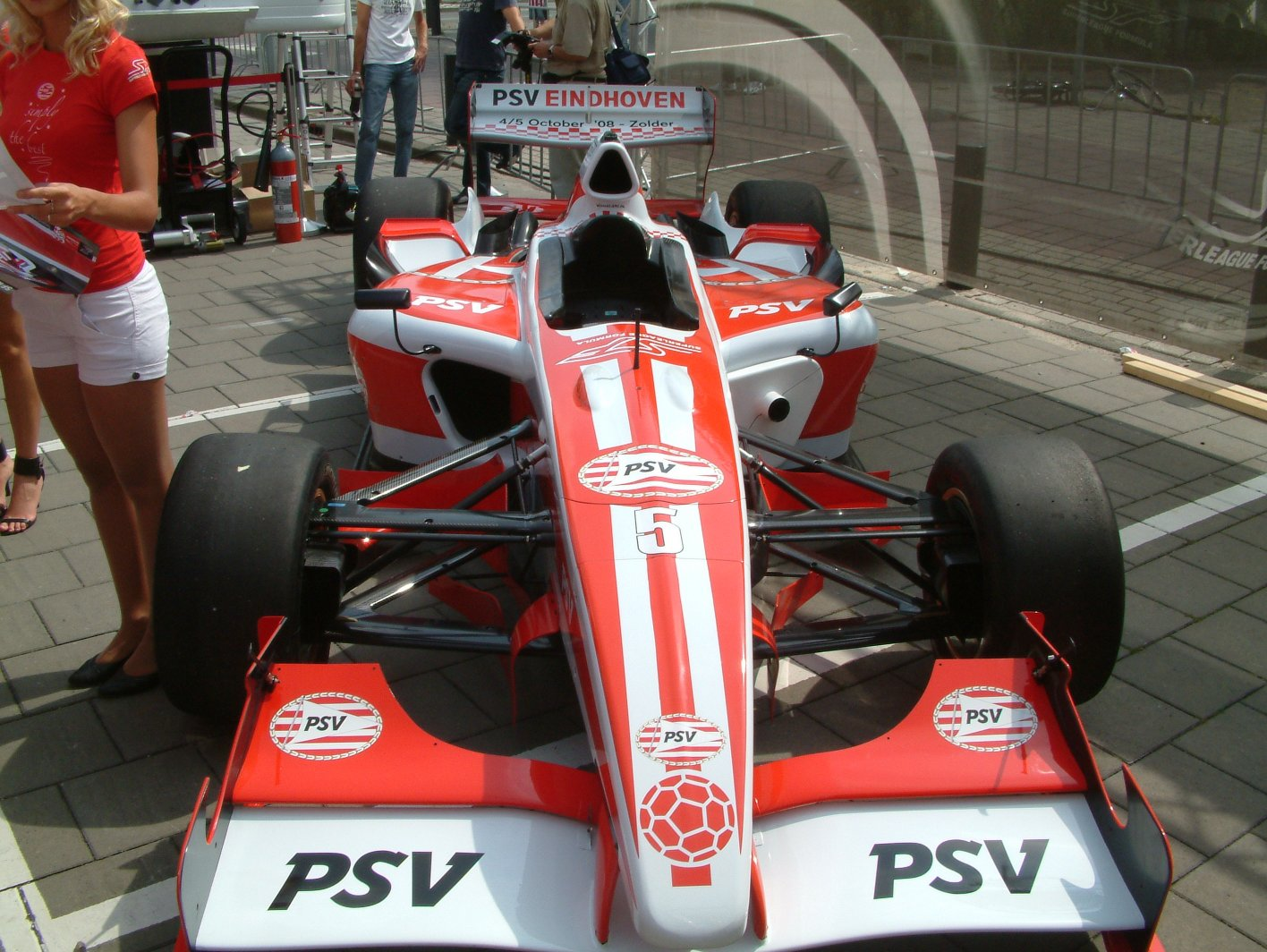
Raceauto van PSV Eindhoven

PSV Eindhoven is een Nederlands racingteam dat deelneemt aan de Superleague Formula. Het team is gebaseerd op de voetbalclub PSV dat deelneemt aan de Eredivisie.

## 2008
In 2008 werd PSV, met als coureur Yelmer Buurman en als constructeur Azerti Motorsport, tweede in het kampioenschap achter Beijing Guoan. Buurman behaalde een overwinning op de Nürburgring en twee derde plaatsen op Zolder en Vallelunga.

## 2009
In 2009 bleef Azerti Motorsport de constructeur en vertrok Buurman naar RSC Anderlecht. Dominick Muermans verving Buurman in de eerste helft van het seizoen, Carlo van Dam reed de tweede helft voor PSV. Dit seizoen werd er flink minder gescoord dan in 2008, het team eindigde als 18e in de stand, met als beste resultaat een 8e plaats op Monza en wist alleen het gestopte Al Ain FC voor te blijven.

## 2010
Voormalig Formule 1-coureur Narain Karthikeyan werd in 2010 de eerste Indiër die deelneemt aan de Superleague Formula voor PSV. De constructeur is niet meer Azerti Motorsport, Racing for Holland runt het team nu. Het team zal niet deelnemen aan de derde ronde op Magny-Cours, wegens verplichtingen van Karthikeyan in de NASCAR. Na verloop van het seizoen besloot Racing for Holland manager Jan Lammers te stoppen met de Superleague Formula, en gaf het stokje door aan Reid Motorsport.